# Stereolab
Stereolab — альтернативная рок-группа, сформированная в 1990 году в Лондоне, Великобритания. Изначально группа представляла собой дуэт Тима Гейна (гитариста и клавишника) и вокалистки Летисии Садье. Позднее к ним присоединились Эндрю Рэмсей (ударные, перкуссия) и Мэри Хансен (гитара, клавишные, бэк-вокал). Хансен вошла в состав группы в 1992-м и играла в ней до трагической смерти в 2002-м.
Считавшиеся «одной из наиболее сильных, независимых и оригинальных групп девяностых», Stereolab были одной из первых групп, игравших пост-рок. Наибольшее влияние на звучание Stereolab оказал краут-рок, который они смешивали c лаунжем, поп-музыкой 1960-х годов и экспериментальной музыкой. Они знамениты многочисленными применениями старых аналоговых синтезаторов, моторика, а также текстами песен на французском языке. Лирика Stereolab часто затрагивает социально-политические темы, многие тексты написаны под влиянием марксизма. Тим и Летисия также не раз подтверждали, что находятся под воздействием сюрреалистских и ситуационистских идей.
Хотя многие из альбомов группы были андеграундными хитами, Stereolab никогда не имели большого коммерческого успеха.
2 апреля 2009 года менеджер группы Мартин Пайк объявил, что после 19 лет творчества группа берёт перерыв, так как «они не планируют записывать новые песни».

## История

### 1990—1993
В 1985 году Тим Гейн основал McCarthy, музыкальную группу из Эссекса (Англия), известную своими левыми политическими взглядами. Гейн встретил француженку Летисию Садье на концерте McCarthy в Париже, и вскоре после знакомства у них завязались романтические отношения. Увлечённая музыкой Садье была разочарована рок-сценой во Франции и вскоре переехала в Лондон, чтобы быть с Гейном и совместно заниматься музыкой. После записи трёх альбомов в 1990 году McCarthy распадается, и Гейн с Садье (принимавшей участие в записи последнего альбома McCarthy в качестве вокалистки), а также с экс-басистом группы Chills Мартином Кином сразу же создают Stereolab.
Гейн и Садье вместе с будущим менеджером Stereolab Мартином Пайком основали лейбл Duophonic Super 45s, который вместе со своим будущим детищем «Duophonic Ultra High Frequency Disks» будет известен как «Duophonic». Десятидюймовая мини-пластинка «Super 45» была первым студийным релизом группы, её можно было заказать по почте или купить в магазине «Rough Trade» в Лондоне. «Super 45s» был первым из многих альбомов с дизайном и полиграфией, выполненными членами группы, и вышедшим ограниченным тиражом на студии Duophonic Records. В 1996 в интервью журналу «The Wire» Гейн назвал стиль Duophonic «сделай сам», «открывающим возможности» и добавил, что выпуская собственную музыку, «ты учишься; это даёт новые идеи».
Stereolab продолжили свой творческий путь выпуском ещё одного мини-альбома «Super-Electric» и сингла «Stunning Debut Album» (на самом деле не являвшегося их дебютным альбомом). Ранние произведения группы были ориентированы на рок и гитарную музыку; Джейсон Энки писал в журнале Allmusic о «Super-Electric»: «Гудящие гитары, монотонные ритмы и винтажные синтезаторы были их визитной карточкой в начале». В 1992 на независимом лейбле Too Pure были выпущены первый полноценный альбом «Peng!» и первая компиляция «Switched On». В это же время список участников группы пополнился вокалисткой/гитаристкой/клавишницей Мэри Хансен, ударником Энди Рамсэем, басистом Дунканом Брауном, клавишницей Кэтрин Гиффорд и гитаристом Шоном О’Хаганом, прославившимся в восьмидесятых в группе Microdisney. Австралийка Хансен была знакома с Гейном ещё со времён выступления последнего в группе McCarthy. После присоединения к группе она и Садье открывают новый стиль вокала, являвшийся отличительной чертой Stereolab на протяжении 10 лет до смерти Хансен в 2002 году. Позже О’Хаган покидает группу и создаёт The High Llamas, но несмотря на это часто принимает участие в записях Stereolab.
Начиная со своего мини-альбома «Space Age Bachelor Pad Music», вышедшего в 1993 году, группа вводит элементы лёгкой музыки в своё звучание. Этот релиз сильно повысил рейтинг Stereolab и позволил им заключить контракт с одним из наиболее крупных американских лейблов Elektra Records. Их следующий альбом «Transient Random-Noise Bursts with Announcements», вышедший в 1993 году, стал их первым американским релизом, выпущенным на Elektra Records и ставший хитом как в США, так и в Соединённом Королевстве. Марк Дженкинс писал в The Washington Post, что в этом альбоме Stereolab «сохранили свои гитарно-синтезаторные запилы, придав божественное развитие гаражному року, вибрациям органа и мелодиям ритм-гитары». В Соединённом Королевстве этот альбом вышел на лейбле Duophonic Ultra High Frequency Disks, как и большинство релизов Stereolab на их родине.

### 1994—1996
8 января 1994 года Stereolab впервые попали в чарт: их выпущенный в 1993-м мини-альбом «Jenny Ondioline» занял 75 место в чарте UK Singles Chart. На протяжении следующих трёх лет в этот чарт попадали ещё четыре релиза группы, последним из которых стал мини-альбом «Miss Modular» в 1997 году. В их следующем полноценном альбоме «Mars Audiac Quintet», выпущенном в 1994-м, Stereolab уделяют основное внимание поп-музыке и в меньшей степени — року. В альбоме «Mars Audiac Quintet» широко используются винтажные электронные музыкальные инструменты, а также в этот альбом вошёл трек «Ping Pong», вызвавший большой резонанс в прессе из-за якобы про-марксистской направленности текста. После выхода в 1995 году сборника синглов, названного «Refried Ectoplasm: Switched On, Vol. 2», Stereolab выпускают мини-альбом «Music for the Amorphous Body Study Center». Этот мини-альбом, созданный совместно с нью-йоркским художником Чарльзом Лонгом, стал их вкладом в интерактивное искусство.
Вышедший в 1996 году альбом Stereolab «Emperor Tomato Ketchup» был очень успешным и постоянно крутился на волнах студенческого радио. Группа всё ещё пользовалась элементами краут-рока, добавляя к нему ритмы хип-хопа, фанка и комплексные инструментальные аранжировки.

## Дискография

### Студийные альбомы
- Peng! (1992), Too Pure/American
- Transient Random-Noise Bursts with Announcements (1993), Duophonic/Elektra
- Mars Audiac Quintet (1994), Duophonic/Elektra
- Emperor Tomato Ketchup (1996), Duophonic/Elektra
- Dots and Loops (1997), Duophonic/Elektra
- Cobra and Phases Group Play Voltage in the Milky Night (1999), Duophonic/Elektra
- Sound-Dust (2001), Duophonic/Elektra
- Margerine Eclipse (2004), Duophonic/Elektra
- Chemical Chords (2008), Duophonic/4AD
- Not Music (2010), Duophonic/Drag City

### EP и мини-альбомы
- Super 45 (1991), Duophonic
- Super-Electric (1991), Duophonic
- Low Fi (1992), Too Pure
- The Groop Played «Space Age Bachelor Pad Music» (1993), Too Pure/American
- Jenny Ondioline (1993), Duophonic/Elektra
- Ping Pong (1994), Duophonic/Elektra
- Wow and Flutter (1994), Duophonic
- Music for the Amorphous Body Study Center (1995), Duophonic
- Cybele’s Reverie (1996), Duophonic
- Fluorescences (1996), Duophonic
- Miss Modular (1997), Duophonic
- The Free Design (1999), Duophonic
- The First of the Microbe Hunters (2000), Duophonic/Elektra
- Captain Easychord (2001), Duophonic
- Instant 0 in the Universe (2003), Duophonic/Elektra

### Компиляции
- Switched On, Vol. 1 (1992), Too Pure/Slumberland
- Refried Ectoplasm: Switched On, Vol. 2 (1995), Duophonic/Drag City
- Aluminum Tunes: Switched On, Vol. 3 (1998), Duophonic/Drag City
- ABC Music: The Radio 1 Sessions (2002), Strange Fruit/Koch
- Oscillons from the Anti-Sun (2005), Duophonic/Too Pure
- Serene Velocity: A Stereolab Anthology (2007), Duophonic/Elektra/Rhino
- Switched On Volumes 1-3 (2018), Duophonic/Warp
- Electrically Possessed: Switched On, Vol. 4 (2021), Duophonic/Warp

### Сторонние проекты
- Kékéland (2001), альбом Брижитт Фонтэн
- Crumb Duck (1993, совместно с Nurse With Wound)
- Simple Headphone Mind (1997, совместно с Nurse With Wound)